# Lehmbroich
Lehmbroich ist ein Ortsteil im Stadtteil Refrath von Bergisch Gladbach.

## Geschichte
Der Siedlungsname Lehmbroich entspricht der alten Gewannenbezeichnung Im Lehmbroich, die das Urkataster im Bereich der heutigen Straße Am Lehmbruch verzeichnet. Das Bestimmungswort Lehm leitet sich aus dem althochdeutschen leim (= Lehm, Schlamm) her. Das Grundwort broich weist vermutlich auf die Stelle hin, wo der Lehm gestochen wurde. Den gewonnenen Lehm verwendete man für Fachwerkverfüllungen und den Bau von Bachöfen. Einer zweiten Bedeutung  von broich (= Moorland, sumpfige Buschparzelle, Waldung) zufolge könnte sich Lehmbruch auch auf ein lehmiges, sumpfiges Gelände bezogen haben.
Aus Carl Friedrich von Wiebekings Charte des Herzogthums Berg 1789 geht hervor, dass zu dieser Zeit Teil der Honschaft Gronau im Kirchspiel Gladbach war.
Unter der französischen Verwaltung zwischen 1806 und 1813 wurde das Amt Porz aufgelöst und wurde politisch der Mairie Gladbach im Kanton Bensberg zugeordnet. 1816 wandelten die Preußen die Mairie zur Bürgermeisterei Gladbach im Kreis Mülheim am Rhein. Mit der Rheinischen Städteordnung wurde Gladbach 1856 Stadt, die dann 1863 den Zusatz Bergisch bekam.
Durch einen Gebietstausch kam Lehmbbroich 1859 zur Bürgermeisterei Bensberg.
Der Ort ist auf der Preußischen Neuaufnahme von 1892 ist er auf Messtischblättern regelmäßig ohne Namen sowie in den Ausgaben der Jahre 1936 und 1941 als Lehmbroich westlich von Beckershäuschen verzeichnet.
Aufgrund des Köln-Gesetzes wurde die Stadt Bensberg mit Wirkung zum 1. Januar 1975 mit Bergisch Gladbach zur Stadt Bergisch Gladbach zusammengeschlossen. Dabei wurde auch Teil von Bergisch Gladbach.
| Jahr | Einwohner | Wohn- gebäude | Kategorie    | Politische / kirchliche Zugehörigkeit                |
| ---- | --------- | ------------- | ------------ | ---------------------------------------------------- |
| 1845 | 6         | 1             | Ackergütchen | Bürgermeisterei Gladbach, Pfarre Gronau              |
| 1895 | 2         | 1             | Wohnplatz    | Bürgermeisterei Bensberg, Kirchspiel Refrath         |
| 1905 | 2         | 2             | Wohnplatz    | Bürgermeisterei Bensberg, katholische Pfarre Refrath |